# Epeus

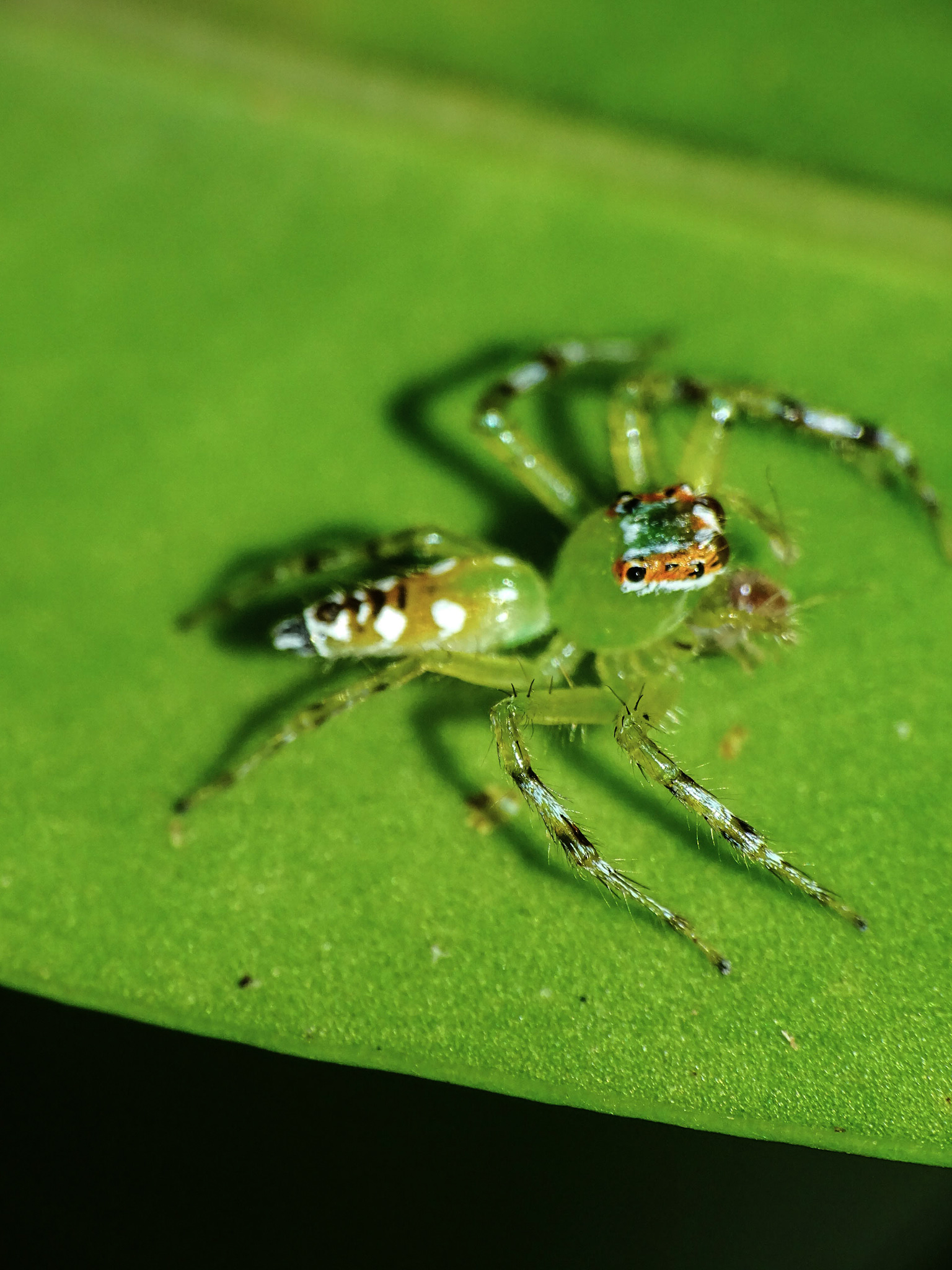
Epeus sp.

Epeus (лат.) — род пауков-скакунов. Их часто можно встретить на широколиственных растениях или кустарниках тропических лесов или в садах Юго-Восточной Азии.

## Описание
Самки имеют длину 7—9 мм, самцы — 6—9 мм. Они длинноногие, с длинной опистосомой, и довольно ярко окрашенные. У самцов на голове имеется характерный V-образный гребень из приподнятых длинных волос, напоминающий ирокез. Имеют сходство с пауками рода Plexippoides.
Epeus glorius, описанный в 1985 году, имеет бледно-оранжевый карапакс с тёмно-оранжевым гребнем из волосков. Три задние пары глаз имеют чёрную окантовку с белыми сквамозными волосками, опистосома бледно-жёлтая. Четыре передние ноги самца коричневые с желтоватыми лапками на конце, остальные четыре ноги светло-коричневые. Ноги самки бледно-жёлтые с чёрными кончиками.

## Классификация
Известно около 20 видов. Род включен в подтрибу Plexippina Simon, 1901.
- Epeus alboguttatus (Thorell, 1887) — Китай, Мьянма, Вьетнам
- Epeus albus Prószyński, 1992 — Индия
- Epeus bicuspidatus (Song, Gu & Chen, 1988) — Китай, Тайвань[7]
- Epeus chilapataensis (Biswas & Biswas, 1992) — Индия
- Epeus covid Lin & Li, 2023 — Китай[4]
- Epeus daiqini Patoleta, Gardzińska & Żabka, 2020 — Таиланд
- Epeus edwardsi Barrion & Litsinger, 1995 — Филиппины
- Epeus exdomus Jastrzebski, 2010 — Непал
- Epeus flavobilineatus (Doleschall, 1859) — Ява
- Epeus furcatus Zhang, Song & Li, 2003 — Сингапур
- Epeus glorius Zabka, 1985 — Китай, Тайвань[7], Вьетнам
- Epeus guangxi Peng & Li, 2002 — Китай, Тайвань[7]
- Epeus hawigalboguttatus Barrion & Litsinger, 1995 — Филиппины
- Epeus indicus Prószyński, 1992 — Индия
- Epeus mirus (Peckham & Peckham, 1907) — Борнео
- Epeus pallidus Patoleta, Gardzińska & Żabka, 2020 — Таиланд
- Epeus pengi  Wang, Mi & Li, 2024 — Китай[6]
- Epeus sumatranus Prószyński & Deeleman-Reinhold, 2012 — Суматра
- Epeus szirakii Patoleta, Gardzińska & Żabka, 2020 — Таиланд
- Epeus tener (Simon, 1877) — Ява
- Epeus triangulopalpis Malamel, Nafin, Sudhikumar & Sebastian, 2019 — Индия